# Gran Premi de San Marino de 1993
Resultats del Gran Premi de San Marino de la temporada 1993 disputat a l'Autòdrom Enzo e Dino Ferrari el 25 d'abril del 1993.

## Classificació
| Pos | No | Pilot                | Equip                    | Voltes | Temps/ Retirada    | Pos. de sortida | Punts |
| --- | -- | -------------------- | ------------------------ | ------ | ------------------ | --------------- | ----- |
| 1   | 2  | Alain Prost          | Williams - Renault       | 61     | 1h 33' 20. 4       | 1               | 10    |
| 2   | 5  | Michael Schumacher   | Benetton - Ford          | 61     | + 32.41 s          | 3               | 6     |
| 3   | 25 | Martin Brundle       | Ligier - Renault         | 60     | + 1 Volta          | 10              | 4     |
| 4   | 30 | Jyrki Järvilehto     | Sauber                   | 59     | Motor (a 2 voltes) | 16              | 3     |
| 5   | 19 | Philippe Alliot      | Larrousse - Lamborghini  | 59     | + 2 Voltes         | 14              | 2     |
| 6   | 24 | Fabrizio Barbazza    | Minardi - Ford           | 59     | + 2 Voltes         | 25              | 1     |
| 7   | 22 | Luca Badoer          | Lola - Ferrari           | 58     | + 3 Voltes         | 24              |       |
| 8   | 12 | Johnny Herbert       | Lotus - Ford             | 57     | Motor (a 4 voltes) | 12              |       |
| 9   | 10 | Aguri Suzuki         | Footwork - Mugen - Honda | 54     | + 7 Voltes         | 21              |       |
| Ret | 11 | Alessandro Zanardi   | Lotus - Ford             | 53     | Virolla            | 20              |       |
| Ret | 29 | Karl Wendlinger      | Sauber                   | 48     | Motor              | 5               |       |
| Ret | 8  | Ayrton Senna         | McLaren - Ford           | 42     | Hidràulics         | 4               |       |
| Ret | 27 | Jean Alesi           | Ferrari                  | 40     | Embragatge         | 9               |       |
| Ret | 23 | Christian Fittipaldi | Minardi-Ford             | 36     | Estabilitat        | 23              |       |
| Ret | 7  | Michael Andretti     | McLaren - Ford           | 32     | Virolla            | 6               |       |
| Ret | 9  | Derek Warwick        | Footwork - Mugen-Honda   | 29     | Virolla            | 15              |       |
| Ret | 3  | Ukyo Katayama        | Tyrrell - Yamaha         | 22     | Motor              | 22              |       |
| Ret | 0  | Damon Hill           | Williams - Renault       | 20     | Frens              | 2               |       |
| Ret | 20 | Érik Comas           | Larrousse - Lamborghini  | 18     | Motor              | 17              |       |
| Ret | 4  | Andrea de Cesaris    | Tyrrell - Yamaha         | 18     | Caixa canvi        | 18              |       |
| Ret | 14 | Rubens Barrichello   | Jordan - Hart            | 17     | Virolla            | 13              |       |
| Ret | 28 | Gerhard Berger       | Ferrari                  | 8      | Caixa canvi        | 8               |       |
| Ret | 25 | Thierry Boutsen      | Jordan - Hart            | 1      | Caixa canvi        | 19              |       |
| Ret | 26 | Mark Blundell        | Ligier - Renault         | 0      | Virolla            | 7               |       |
| Ret | 6  | Riccardo Patrese     | Benetton - Ford          | 0      | Virolla            | 11              |       |
| NVQ | 22 | Michele Alboreto     | Lola - Ferrari           |        |                    |                 |       |

## Altres
- Pole: Alain Prost 1' 22. 070s
- Volta ràpida: Alain Prost 1' 26. 128s (a la volta 42)